# قشلاق ایوب گیکلو
قشلاق ایوب گیکلو یک منطقهٔ مسکونی در ایران است که در بخش اسلام‌آباد واقع شده‌است. قشلاق ایوب گیکلو ۴۷ نفر جمعیت دارد.